# Товариство будівництва для вчителів
Товариство будівництва для вчителів (англ. Teachers Building Society) - це британська фінансова установа, що була заснована в 1966 році Національною спілкою вчителів (тепер Національна профспілка освіти). Вона входить до складу Асоціації будівельних товариств. 
Товариство надає іпотеки вчителям на території Англії та Уельс, а також особам будь-якої професії в графствах Дорсет, Гемпшир і Вілтшир. Крім того, товариство пропонує особисті та корпоративні ощадні рахунки, доступні для мешканців країни.

## Історія

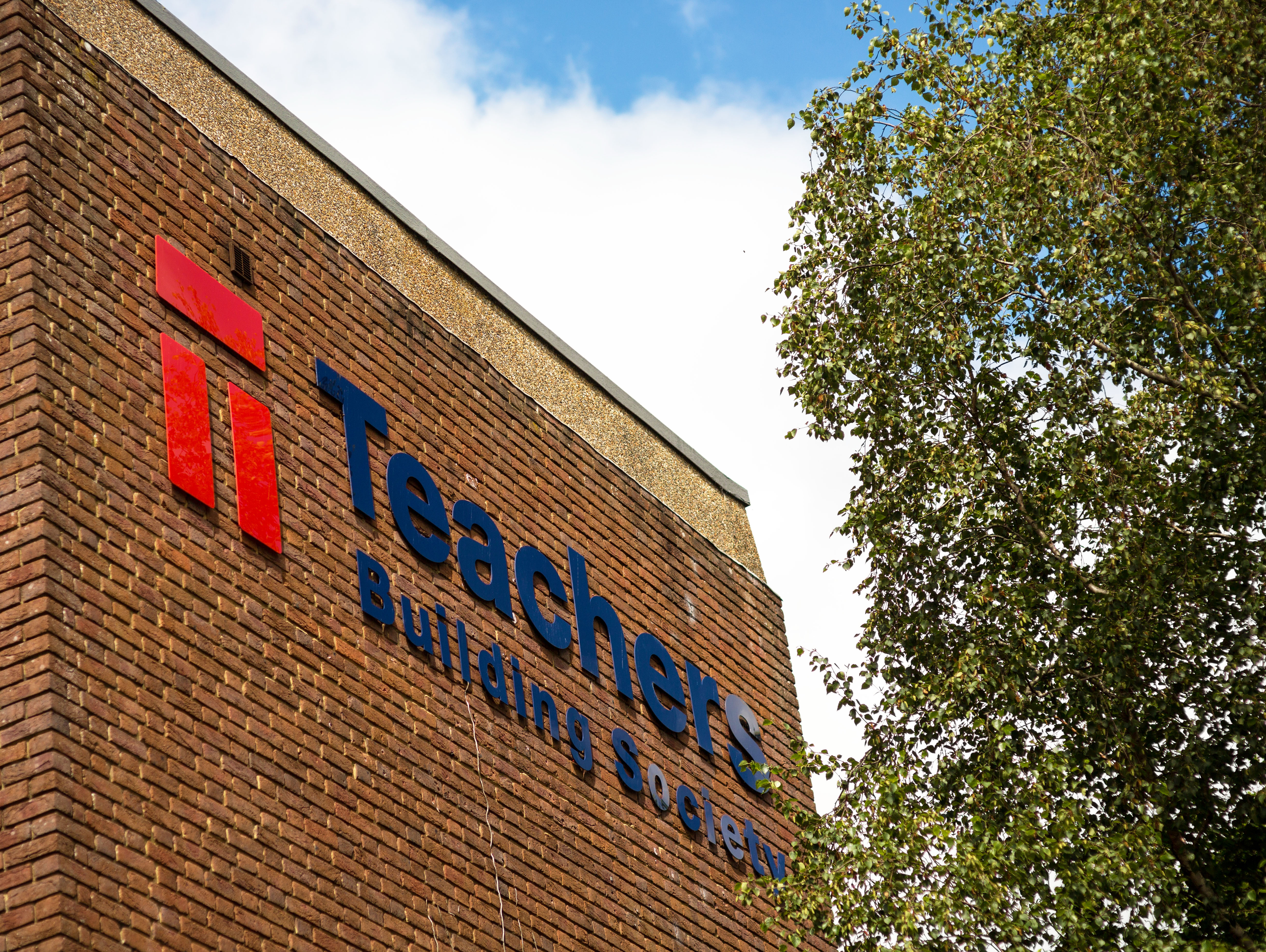
Штаб-квартира Teachers Building Society у Вімборні, Дорсет

У 1966 році Національна спілка вчителів придбала Лондонське шотландське будівельне товариство, створивши Товариство будівництва для вчителів з метою допомогти своїм членам-викладачам та забезпечити їм доступ до фінансових ресурсів для отримання власної нерухомості.
Товариство з першого дня запропонувало іпотеку з низькими депозитами, намагаючись «по можливості допомогати новим вчителям якнайбільше». Сьогодні Товариство продовжує надавати іпотечні кредити вчителям та громадяням інших освітніх професій по всій Англії та Уельсу.
Штаб-квартира Товариство будівництва для вчителів спочатку була розташовані в Будинку Хамільтона, що знаходиться у Борнмуті, Дорсет. У 1976 році Товариство переїхало до Аллен В’ю Хаус у Вімборні, де воно і залишається досі.

## Взаємність
Товариство будівництва для вчителів - це взаємна організація, яка діє на користь своїх членів, і всі отримані прибутки інвестуються назад у бізнес, а не розподіляються серед акціонерів у вигляді дивідендів. Для близько 11 300 членів Товариства це означає можливість пропонувати ідеї та впливати на спосіб функціонування бізнесу, що формує його майбутнє. 

## Продукти та послуги
Товариство пропонує варіанти заощаджень, включаючи ISA, облігації з фіксованою процентною ставкою та рахунки легкого доступу, а також рахунки для підприємств, благодійних організацій та установ, що підтримують сектор освіти. Окрім власного асортименту продуктів, Товариство співпрацює з Legal & General, щоб забезпечити страхування житла. Teachers Building Society 6 років поспіль було номіновано на звання «Найкраще місцеве будівельне товариство» на What Mortgage Awards, фіналісти Rock Awards і фіналісти регіонального кредитного постачальника року за версією Money facts. 

Товариство пропонує іпотечні програми для підтримки сектору освіти. Крім цього, воно пропонує різні варіанти заощаджень, такі як ISA, облікові ставки на фіксований термін і рахунки з легким доступом, а також рахунки для бізнесів, благодійних організацій та установ, що підтримують сектор освіти. Окрім власного асортименту продуктів, Товариство уклало партнерство з Legal & General для надання домашнього страхування. Товариство будівництва для вчителів було номіновано на нагороду "Краще місцеве будівельне товариство" протягом 6 років поспіль на церемонії What Mortgage Awards, було фіналістом на Rock Awards і у Moneyfacts у номінації "Регіональний постачальник кредитів року".

## Інші посилання
- Офіційний сайт
- Фінансова довідка